# Aspasia Annia Regilla

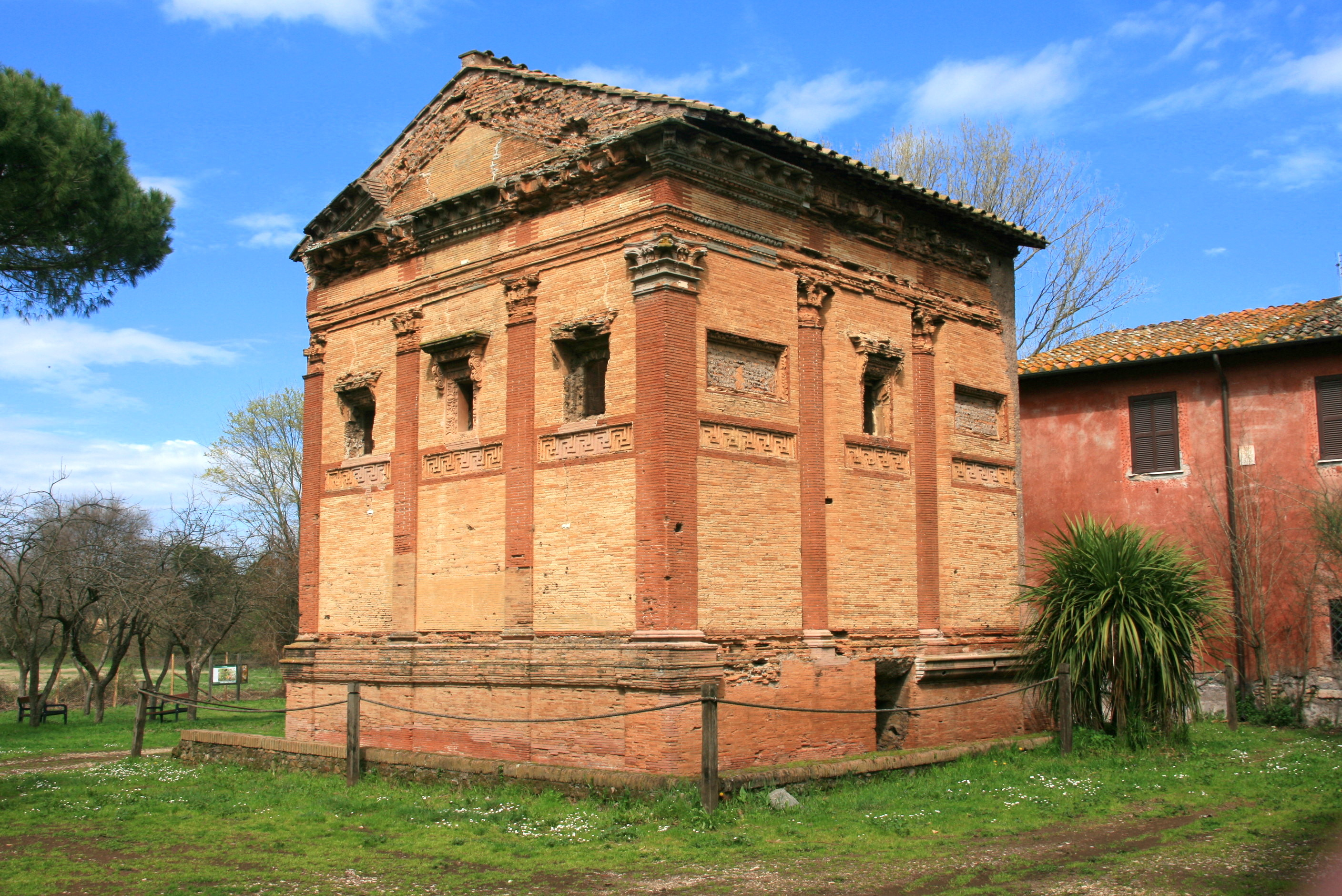
De veronderstelde tombe van Aspasia Annia Regilla in Caffarella Park

Aspasia Annia Regilla, volledige naam Appia Annia Regilla Atilia Caucidia Tertulla, (ca. 125 - 160) was een rijke aristocratische, Romeinse vrouw die gehuwd was met Herodes Atticus.

## Biografie
Regilla werd geboren in de aristocratische familie gens Annia als de dochter van consul Appius Annius Trebonius Gallus en Atilia Caucidia Tertulla. Via de familie van haar vader was ze verwant aan de keizers Hadrianus en Antoninus Pius. Gedurende het consulschap van haar vader raakte ze verloofd met Herodes Atticus. Ze huwden in het jaar 139, toen Regilla nog veertien was en Atticus al de leeftijd van veertig jaren had bereikt. Na een paar jaar in Italië gewoond te hebben verhuisde het gezin naar Griekenland.
In Griekenland groeide ze uit tot een belangrijke en machtige vrouw. Ze wist priesteres van de godin Tyche te worden en richtte een nymphaeum op bij Olympia. In het jaar dat haar broer Appius Annius Atilius Bradua consul was, werd ze door Alcimedon, een vrijgelaten slaaf van haar man, doodgeschopt. Haar broer klaagde hierop Herodes Atticus aan, maar keizer Marcus Aurelius sprak zijn voormalige leraar vrij.
Na haar dood richtte Herodes Atticus verschillende monumenten voor zijn vrouw op. Zo bouwde hij een grote tombe voor zijn vrouw niet ver van de Via Appia. In 161 richtte hij ter nagedachtenis aan haar in Athene ook het Odeion van Herodes Atticus op.